# ¿Aún crees en la magia?
¿Aún crees en la magia? es un álbum de Cementerio Club. Fue lanzado en el 2004 por Lamparín Producciones.

## Canciones
1. No puedo esperar (con Miguel Barreto)
2. Angel
3. Barco viejo (con Gabriel Gargurevich)
4. Sometimes bonita
5. Crepúsculo (con Miguel Barreto)
6. Ella va (con Manolo Barrios)
7. El mago (con Manolo Barrios y Salim Vera)
8. Inmortales/La máquina del tiempo/Tres/Hotel Apocalipsis (con Manolo Barrios, Salim Vera y Miguel Barreto)
9. Una vez más
10. Esfera de cristal
11. Inseguridad (con François Peglau)
12. Jade
13. Mar salvaje
14. Solo (con Pauchi Sasaki)
15. In between days (cover de The Cure, con Salim Vera)

- Datos: Q6172314